# Thymianöl

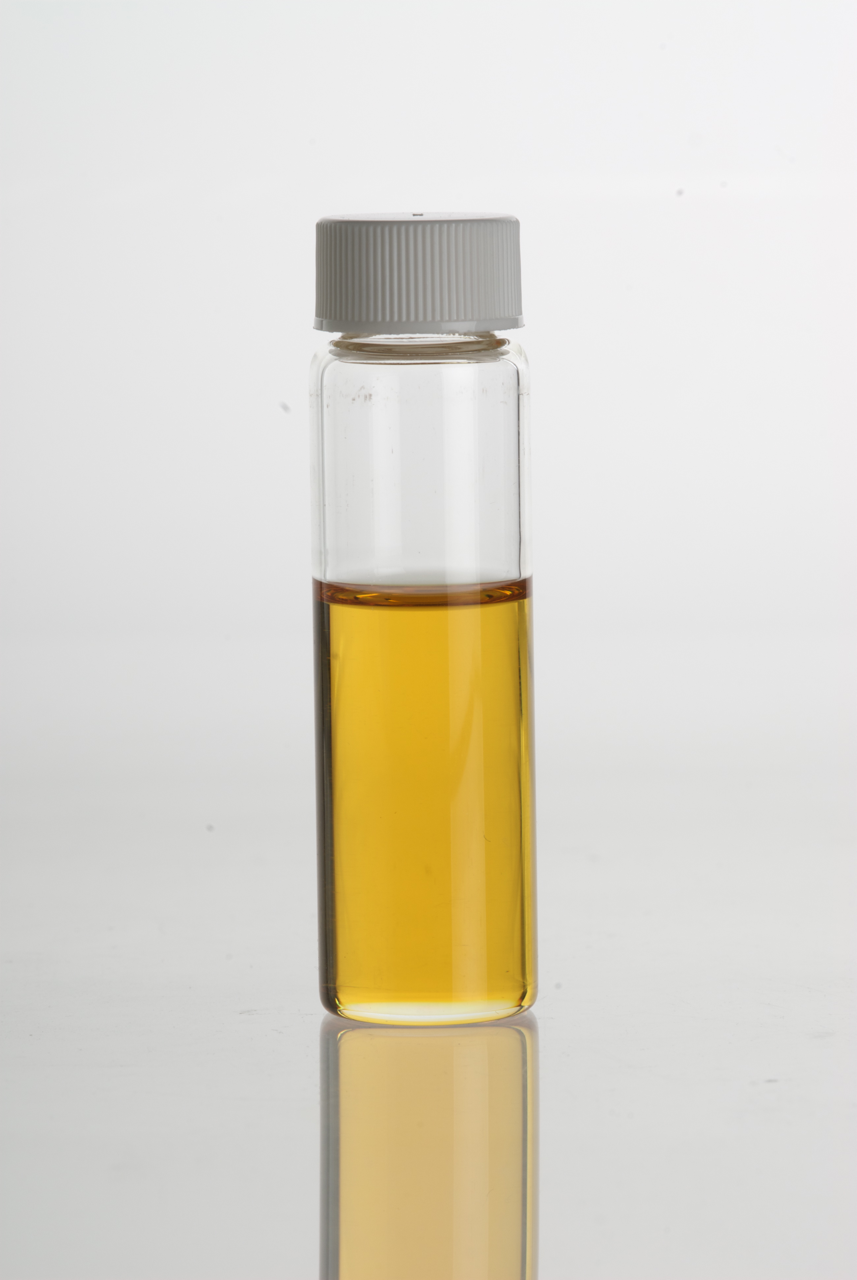
Thymianöl

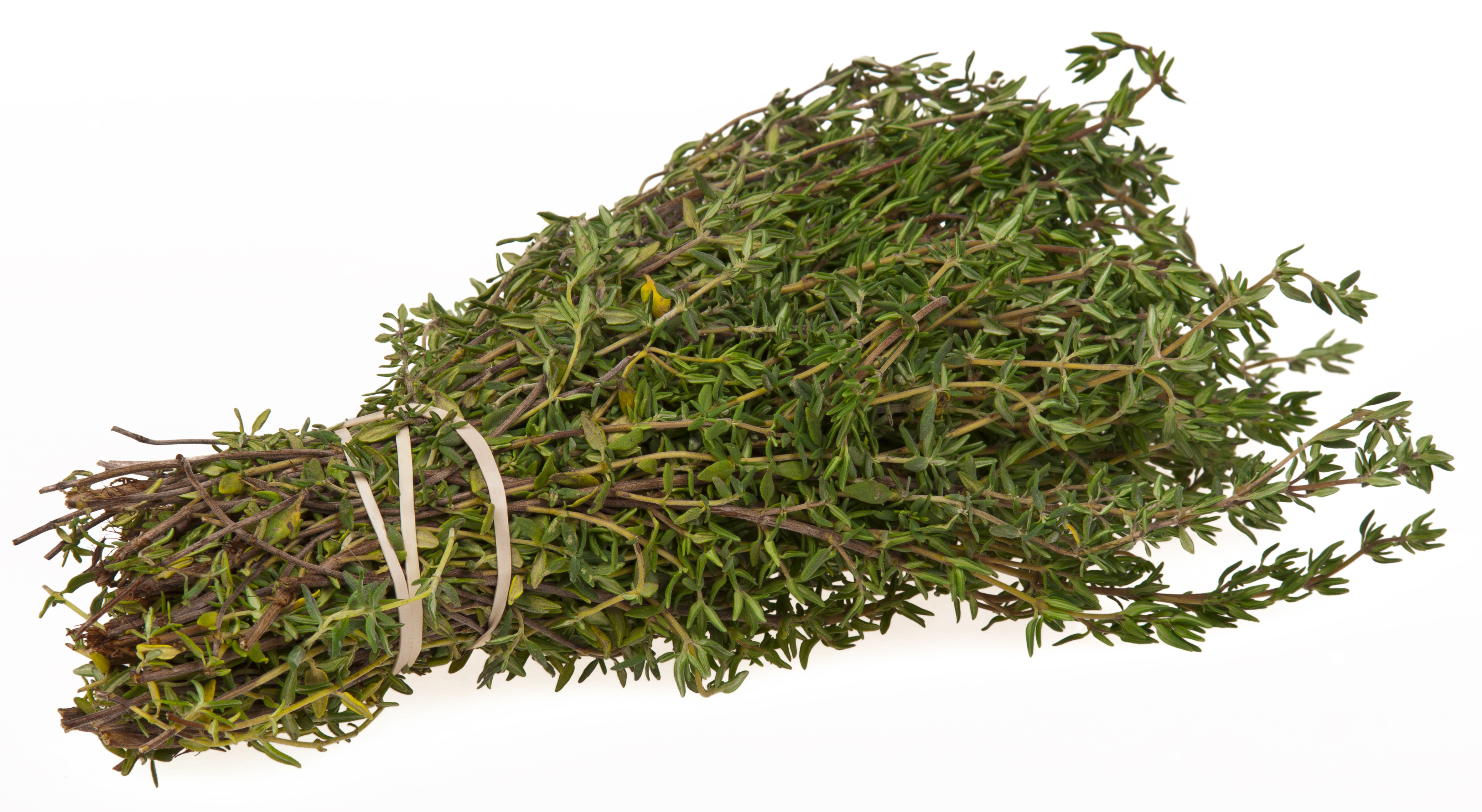
Bündel Thymianzweige

Thymianöl (Oleum thymi, Thymi aetheroleum) ist ein ätherisches Öl, das durch Wasserdampfdestillation aus Pflanzenteilen des Thymians gewonnen wird. Zur Herstellung werden frische, blühende, oberirdische Pflanzenteile verschiedener Thymianarten verwendet. Thymianöl ist ein Gemisch verschiedener Substanzen, dessen Zusammensetzung je nach Chemotyp und Thymian-Art erheblich schwankt. Der Gehalt an Thymianöl ist ausschlaggebend für die Verwendung von Thymian als Heilpflanze und als Küchenkraut, da es für den Geschmack und den Geruch der Pflanze entscheidend ist. Von Bedeutung für den Menschen sind hier vor allem die beiden offizinellen (arzneilichen) Arten Echter Thymian (Thymus vulgaris) und Joch-Thymian (Thymus zygis).
Andere Thymianöle werden vom Sand-Thymian (Thymus serpyllum) (Oleum serpylli) und vom Breitblättrigen Thymian (Thymus pulegioides) (Thymus pulegioides aetheroleum) gewonnen, das Quendelöl, welches aber in der Zusammensetzung verschieden ist. Vom Thymus capitatus wird das Weiße Thymianöl (Spanisches Origanumöl) gewonnen. Vom Thymus algeriensis und Thymus saturejoides, oder vom Thymus mastichina (Spanisches Majoranöl) wird ebenfalls Öl gewonnen.
Auch gibt es Indisches Thymianöl, das aber von anderen Pflanzenarten stammt.

## Gewinnung

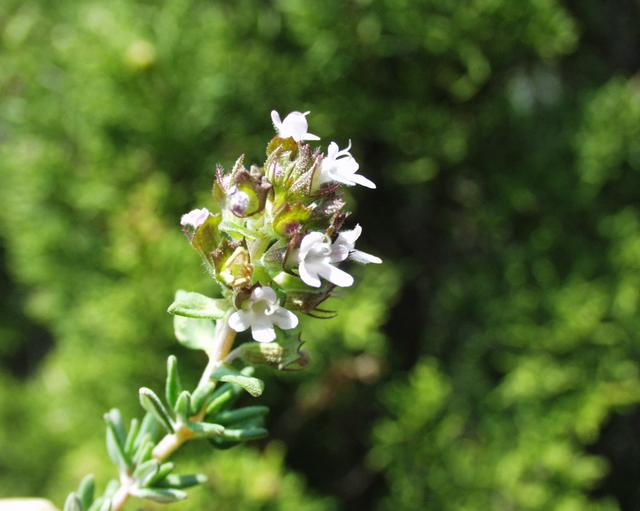
Thymian (Thymus vulgaris)

Thymianöl wird durch achtstündige Wasserdampfdestillation aus den getrockneten oberirdischen Teilen der Pflanzen gewonnen, die zur Blütezeit geerntet wurden. Herkunftsländer sind vor allem die Türkei (bis 70 % der Welternte im Jahr 2013), Frankreich, Spanien und Nordafrika.

## Zusammensetzung
Standardisiertes Thymianöl, Aetheroleum Thymi, enthält als Hauptwirkstoff Thymol.
Es gibt sieben definierte Chemotypen des Echten Thymians, sie werden nach ihrem jeweiligen Hauptbestandteil benannt. Die Verteilung und Häufigkeit der Chemotypen innerhalb eines Bestands hängt insbesondere von genetischen und klimatischen Bedingungen ab. Die Zusammensetzung der ätherischen Öle der Chemotypen ist jeweils verschieden.
- Der Geraniol-Chemotyp enthält bis zu 90 % Geraniol und Geraniol-Acetat, das Verhältnis der beiden Substanzen zueinander wird jahreszeitlich beeinflusst, der Esteranteil ist während des Hochsommers besonders groß.
- Der Linalool-Chemotyp besteht zu 95 % aus Linalool, mit einem geringen Anteil Linalylacetat, der nur selten bis zu 30 % beträgt. Das Verhältnis von Alkohol zu Ester unterliegt nur geringen jahreszeitlichen Schwankungen.
- Der Chemotyp α-Terpineol enthält bis zu 96 % α-Terpineol. Hier beträgt das Verhältnis von Ester zu Alkohol stets 2:1.
- Der Chemotyp trans-Thuyanol-4-terpineol-4 besteht aus bis zu 56 % 4-Thujol. Terpineol ist mit bis zu 43 % enthalten, ein weiterer Bestandteil ist cis-Myrcenol mit einem Gehalt von 10 bis 20 %.
- Der Carvacrol-Chemotyp besteht aus bis zu 85 % aus Carvacrol, nur rund 0,5 % sind Thymol.
- Der Thymol-Chemotyp enthält im Sommer bis zu 65 % Thymol und einen Anteil von 5 bis 10 % Carvacrol.
- Ein 1,8-Cineol-Chemotyp wurde aus Spanien beschrieben, er fehlt in Frankreich.[9]

Wichtige weitere Komponenten sind p-Cymol, über zwanzig verschiedene Flavone, Gerbstoffe, Triterpene, Phenolcarbonsäuren und Biphenyle.

## Eigenschaften und Anwendungsgebiete
Thymianöl ist je nach Herkunft der Thymiane, aus denen es gewonnen wird, eine farblose bis gelbliche, gelegentlich auch rötlich gefärbte, ölige Flüssigkeit. Die Relative Dichte schwankt zwischen 0,895 und 0,937. In Wasser ist es praktisch unlöslich, mit vielen organischen Lösungsmitteln wie Ethanol, Ether oder Chloroform ist es in beliebigen Verhältnissen mischbar. Der Geruch ist stark würzig-phenolisch, der Geschmack ist scharf.
Thymianöl wirkt im Laborversuch nachweislich antibakteriell und antiviral, klinische Untersuchungen zu seiner Wirksamkeit fehlen jedoch.
Als wertgebender Inhaltsstoff ist der medizinische Einsatz von Thymianöl durch die Kommission E gegen Katarrh der oberen Luftwege, bei Bronchitis und Keuchhusten anerkannt worden. Alle anderen Anwendungen, zum Beispiel gegen Halsentzündungen, Darm- und Harnwegsinfektionen, Rheuma, Desinfektion von Wunden, zur Vorbeugung gegen Infektionskrankheiten sowie gegen unerwünschte Mikroorganismen wie Bakterien und Pilze wurden von ihr verworfen und gelten als unbelegt.
In der Aromatherapie wird es gegen ähnliche Symptome angewandt, auch zur Vorbeugung gegen Infektionskrankheiten sowie gegen unerwünschte Mikroorganismen wie Bakterien und Pilze. Wie bei allen aromatherapeutischen Methoden gibt es hier aber bisher keinen Nachweis der Wirksamkeit.
Es wird auch in der Parfümerie und zur Aromatisierung von Lebensmitteln sowie in Mundpflege- und pharmazeutischen Präparaten unter der Bezeichnung THYMUS VULGARIS OIL (INCI) und als Massageöl verwendet.